# Un caballero (autorretrato)
Un caballero (autorretrato) es un autorretrato al óleo sobre lienzo del artista holandés Frans van Mieris el Viejo, pintado en 1657. El 10 de junio de 2007 fue robado de la Galería de Arte de Nueva Gales del Sur y aún no se ha recuperado. La pieza fue robada cuando la galería estaba abierta al público. Es una obra relativamente pequeña: mide 20 x 16 cm. Figura en la lista del FBI de los "Diez principales delitos artísticos" y se estima su valor en alrededor de 1 millón de dólares.